# Вольмірслебен
Вольмірслебен (нім. Wolmirsleben) — громада в Німеччині, розташована в землі Саксонія-Ангальт. Входить до складу району Зальцланд. Складова частина об'єднання громад Егельнер-Мульде.
Площа — 16,90 км2. Населення становить 1328 ос. (станом на 31 грудня 2021).

## Галерея

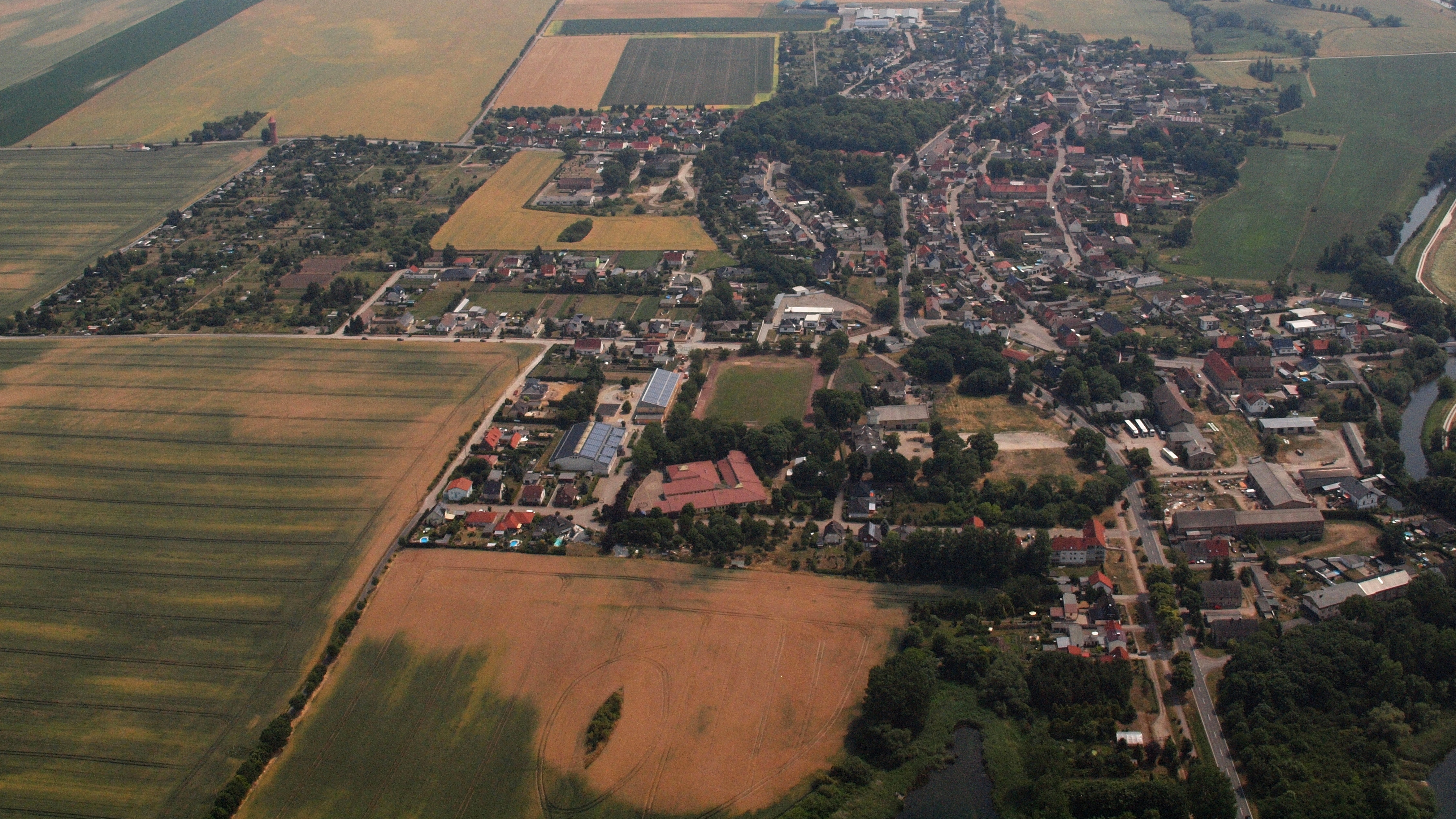
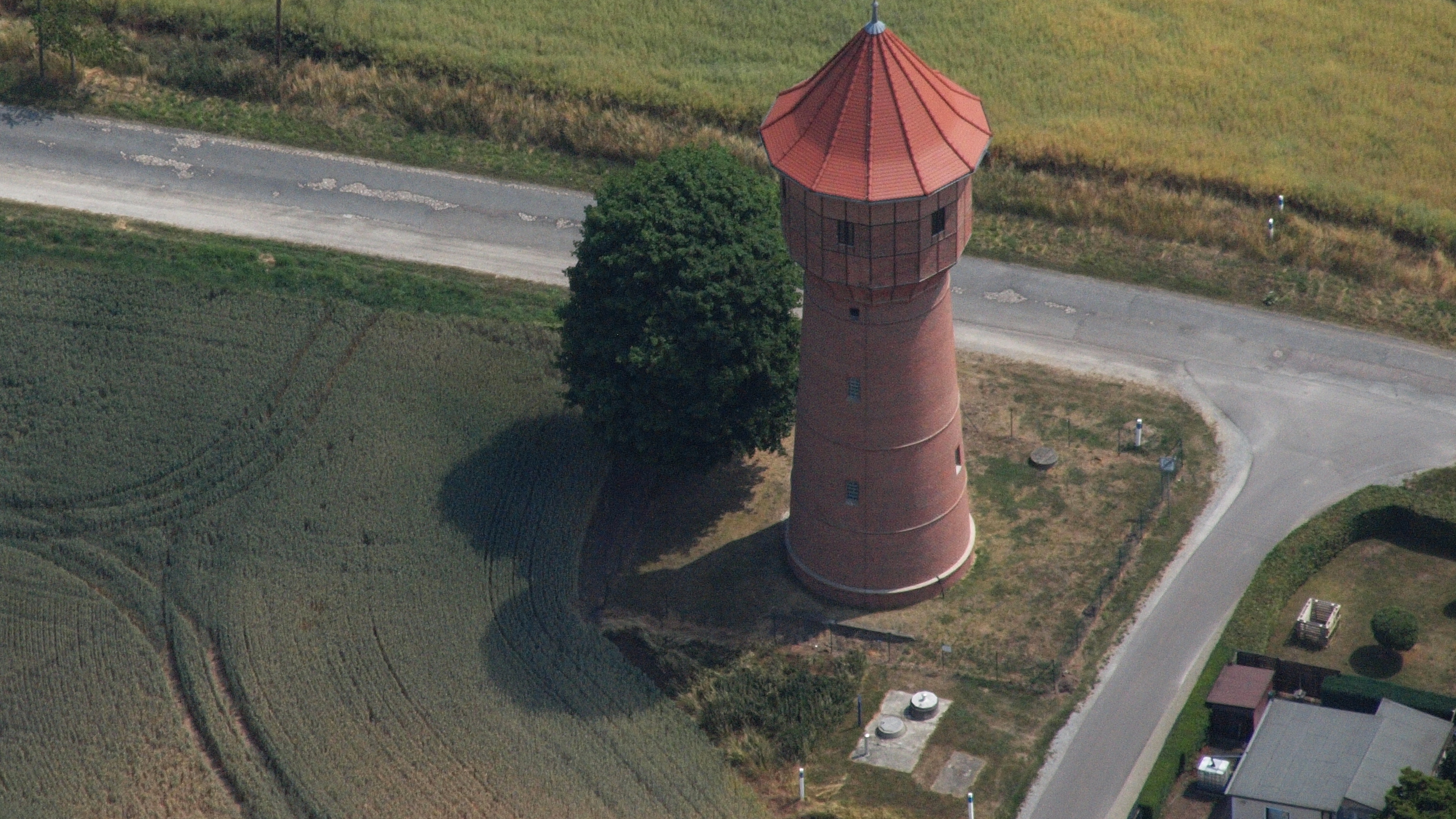